# Sante Spigarelli
Sante Spigarelli (Sigillo, 31 de octubre de 1943) es un deportista italiano que compitió en tiro con arco, en la modalidad de arco recurvo. Ganó una medalla en el Campeonato Mundial de Tiro con Arco al Aire Libre de 1977 y tres medallas en el Campeonato Europeo de Tiro con Arco al Aire Libre, en los años 1974 y 1976.

## Palmarés internacional
| Campeonato Mundial al Aire Libre | Campeonato Mundial al Aire Libre | Campeonato Mundial al Aire Libre | Campeonato Mundial al Aire Libre |
| Año                              | Lugar                            | Medalla                          | Prueba                           |
| -------------------------------- | -------------------------------- | -------------------------------- | -------------------------------- |
| 1977                             | Camberra (Australia)             | Medalla de plata                 | Equipo                           |
| Campeonato Europeo al Aire Libre |                                  |                                  |                                  |
| Año                              | Lugar                            | Medalla                          | Prueba                           |
| 1974                             | Zagreb (Yugoslavia)              | Medalla de bronce                | Equipo                           |
| 1976                             | Copenhague (Dinamarca)           | Medalla de plata                 | Individual                       |
| 1976                             | Copenhague (Dinamarca)           | Medalla de bronce                | Equipo                           |